# NGC 557
NGC 557 (również IC 1703, PGC 5351 lub UGC 1016) – galaktyka spiralna z poprzeczką (SB0-a), znajdująca się w gwiazdozbiorze Wieloryba. Odkrył ją Lewis A. Swift 20 listopada 1886 roku.